# Иске-Юрт (Арский район)
Иске́-Юрт (тат. Иске Йорт) — деревня в Арском районе Республики Татарстан, в составе Новокырлайского сельского поселения.

## Этимология
Топоним произошёл от татарских слов «иске» (старый) и «йорт» (дом).

## География
Деревня находится на реке Искеюрт, в 12 км к северо-западу от районного центра — города Арска.

## История
Известна с 1602–1603 годов как Епанчино (Япанчы). В дореволюционных источниках упоминается также под названием Новые Селищи (Тубэнге Бистэ). Современное название – с 1930-х годов.
В XVIII – первой половине XIX века жители относились к сословию государственных крестьян. Основные занятия жителей в этот период – земледелие и скотоводство.
В начале XX века в деревне функционировали мечеть, мелочная лавка. В этот период земельный надел сельской общины составлял 948,7 десятины.
До 1920 года деревня входила в Ново-Кишитскую волость Казанского уезда Казанской губернии. С 1920 года в составе Арского кантона ТАССР. С 10 августа 1930 года в Арском районе.
В 1931 году в деревне организован колхоз «Ташчишма». С 1990 года подсобное хозяйство «Восток стройтрансгаз», с 1997 года коллективное предприятие «Чишма».

## Население
| 1782 | 1859 | 1897 | 1908 | 1920 | 1926 | 1938 | 1949 | 1958 | 1970 | 1979 | 1989 | 2002 | 2010 | 2015 |
| ---- | ---- | ---- | ---- | ---- | ---- | ---- | ---- | ---- | ---- | ---- | ---- | ---- | ---- | ---- |
| 72   | 330  | 494  | 518  | 473  | 421  | 446  | 310  | 253  | 169  | 120  | 105  | 123  | 121  | 116  |

Национальный состав деревни — татары.

## Экономика
Жители занимаются полеводством, молочным скотоводством.

## Инфраструктура
В деревне действуют начальная школа, клуб.

## Религия
Мечеть «Хатима» (с 2004 года).